# Söderslättshallen
Söderslättshallen, eller "Södan" som den kallas, har varit hemmaplan för IFK Trelleborg Handboll och Stavstens IF sedan dess invigning 1974 och omfattar en handbollsplan och en innebandyplan, A- respektive B-hallen. Söderslättshallens publikrekord är på 2 112 åskådare när IFK Trelleborg kryssade mot Ystads IF i Söderslättshallens jubileumsmatch. 
A-hallen har ett planmått på 42x22 meter och är utrustad med 900 sittplatser. Antalet ståplatser är svårt att bedöma men även det är omkring 900.
Även B-hallen har ett planmått på 42x22, men innehåller betydligt färre platser. 346 sittande och ca 100 stående är kapaciteten. B-hallen är för övrigt innebandylaget Palmstaden IK:s hemmaarena. Publikrekordet för Palmstaden IK ligger på 889 personer och det sattes den 13 januari 2010 då laget tog emot FC Helsingborg i DM.
För övrigt finns det även en ishall där Trelleborgs IF spelar sina hemmamatcher och Trelleborgs konståkningsklubb TKK håller till, en bordtennishall där de f.d. svenska bordtennismästarna spelat. Idag spelar dock laget i div. 3 på grund av bristande ekonomi. Det finns även en gympaanläggning där det bland annat utövas aerobics och en bowlinghall. Söderslättshallen är mest känd för sin invigning, när kungafamiljen klippte snöret.
Trelleborgs ishall är nu ett hem för en förhållandevis stor förening med många unga talanger som trycker på uppåt.

## Galleri

Söderslättshallen
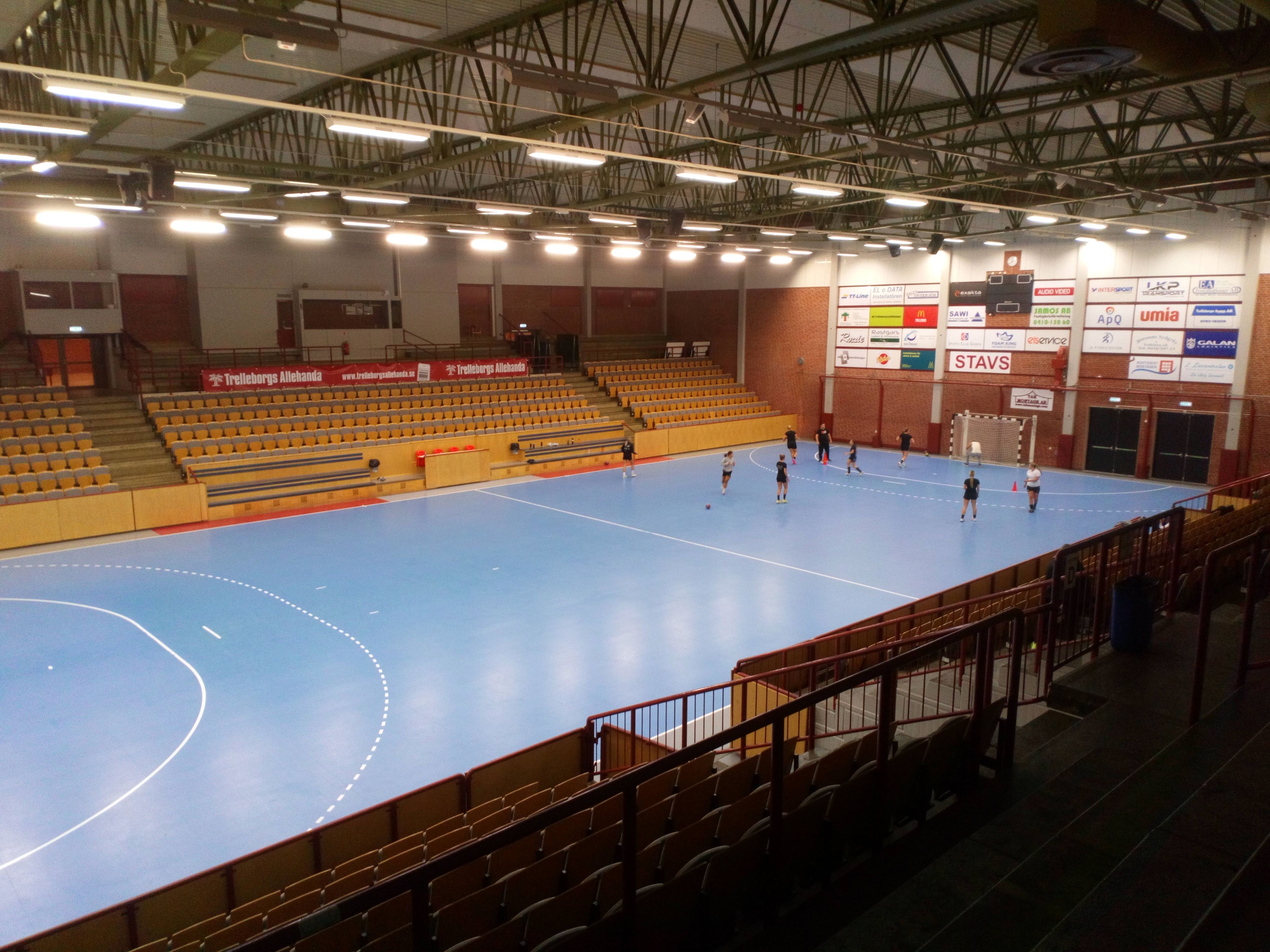
A-hallen
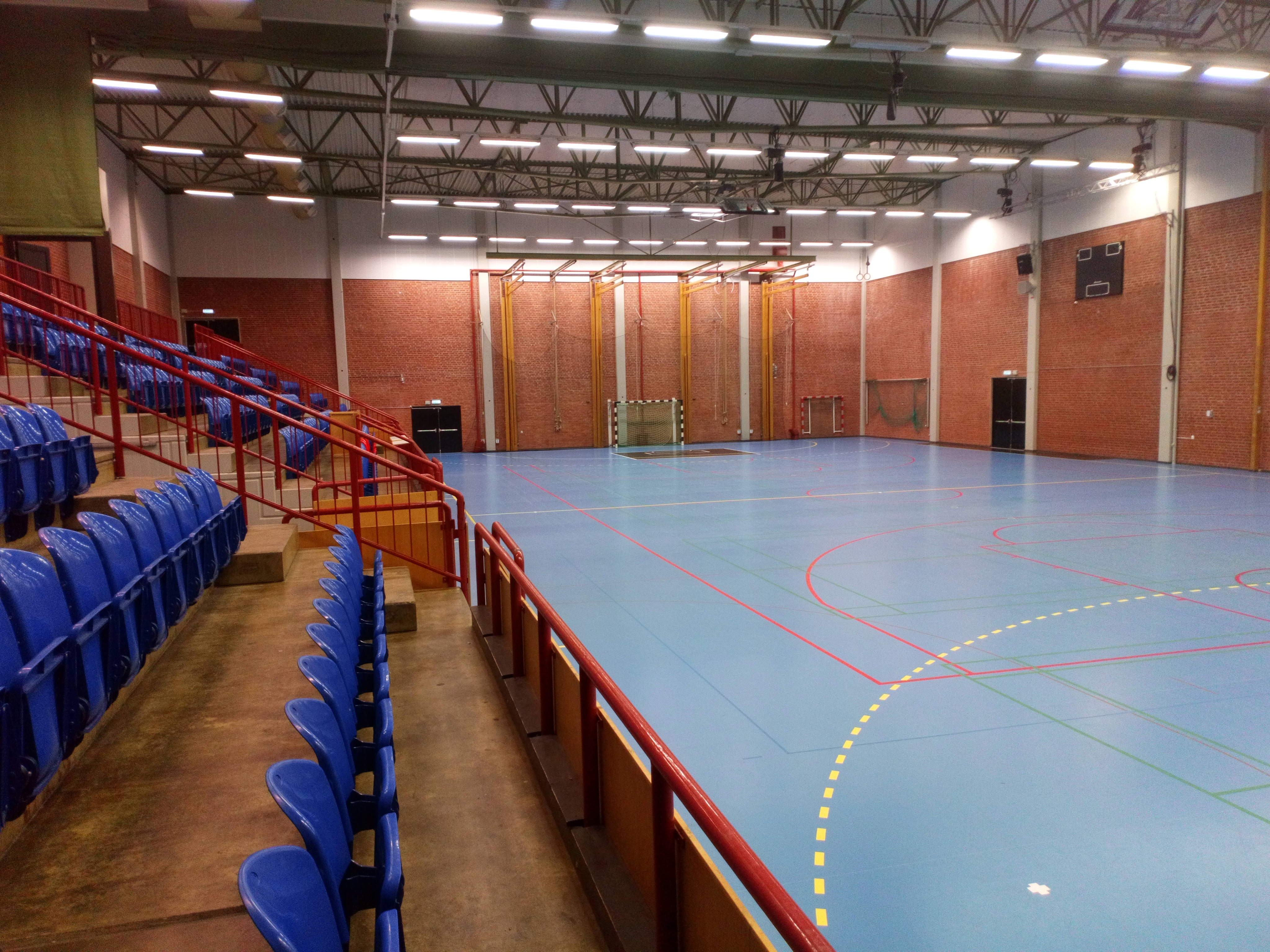
B-hallen
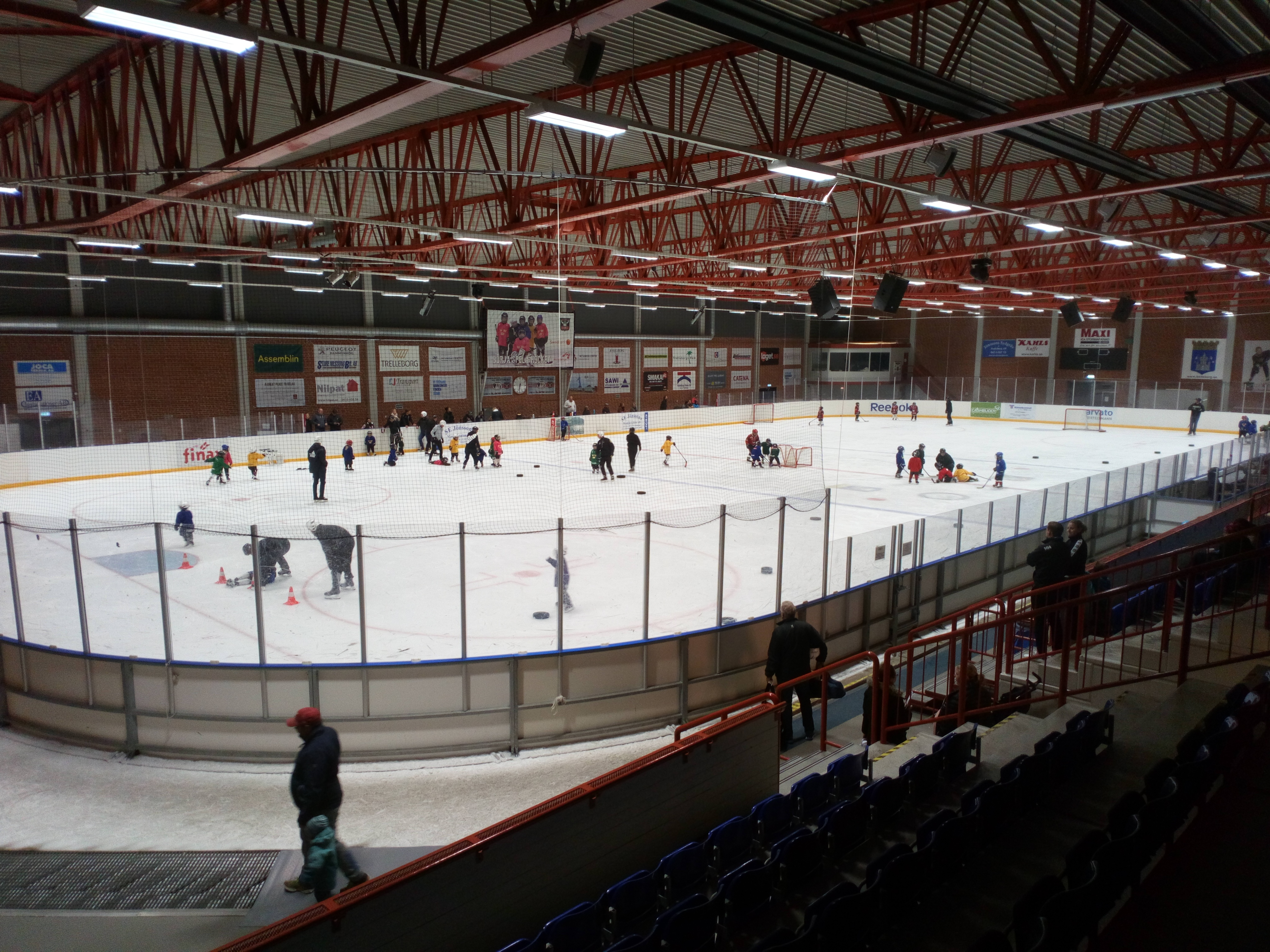
Ishall
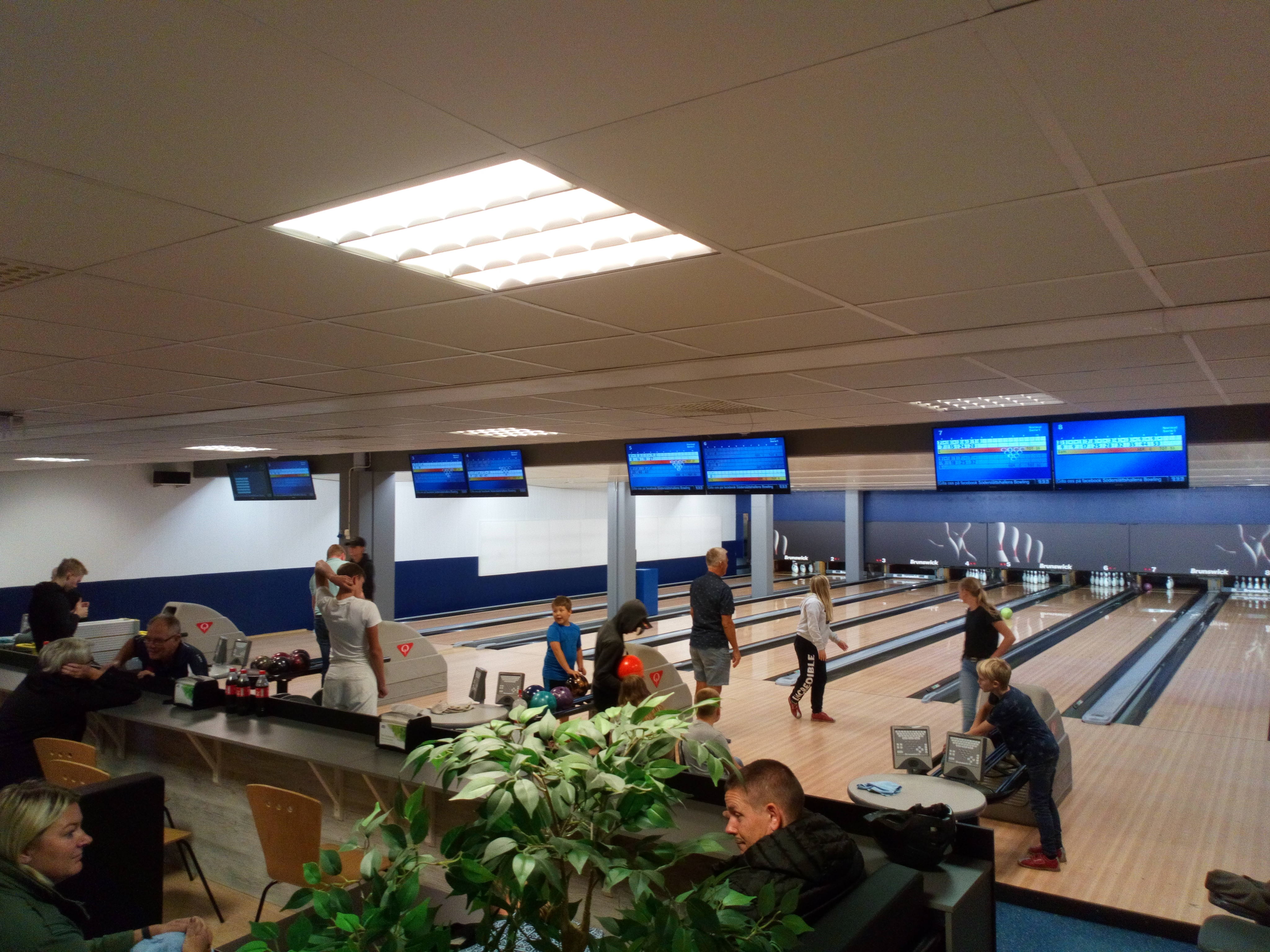
Bowlinghall